# SN 2009mo
SN 2009mo – supernowa typu Ia odkryta 17 października 2009 roku w galaktyce A091424+1551. W momencie odkrycia miała maksymalną jasność 21,50m.